# Strutas
Strutas – wódz perski wysłany w 392 p.n.e. przez króla Artakserksesa II, by zastąpić Tiribaza na urzędzie satrapy Lidii. Strutas, pamiętając skuteczne kampanie spartańskiego króla Agesilaosa, był zdecydowany by osłabić Spartę i utrzymywał przyjazne stosunki z Atenami. Spartanie wysłali przeciwko niemu wodza Tibrona, jednak ten został zaskoczony przez wojska perskie i poległ. Kolejny spartański wódz, Difridas, był bardziej skuteczny w walce ze Strutasem. W 388 p.n.e. Tiribazos wrócił na urząd satrapy Lidii.